# Villa del Palco
La Villa del Palco (nota anche come Villa San Leonardo, dal soggiorno del famoso predicatore San Leonardo nel XVIII secolo) sorge a Prato, sulle pendici del monte della Retaia.

## Storia e descrizione
Alla fine del Trecento, con imponenti lavori, il mercante pratese Francesco Datini (1335-1410) edificò qui una villa tra il 1392 e il 1396, poi concessa ai Francescani del convento di San Girolamo a Fiesole e trasformata in convento nel 1439.
Nel XVII secolo vi risiedette Benedetto Bacci da Poggibonsi, venerato già in vita per le sue straordinarie virtù; grazie alla sua presenza (e per le donazioni di molti fedeli) il complesso poté essere ristrutturato e ampliato. 
San Leonardo da Porto Maurizio, fervente predicatore, nel 1716 vi introdusse la Riformella di San Bonaventura e diffuse nel territorio pratese la pratica della Via Crucis.
Dopo le soppressioni ricciane (che dispersero vari capolavori) il convento passò in possesso a privati, poi alla Diocesi (1954) che lo ha trasformato in residenza per ritiri.
Sul cortiletto lungo la ripida strada prospetta la loggia della chiesa di San Francesco, che conserva anche nel luminoso interno una unitaria, elegante veste seicentesca, su progetto di Jacopo Sani (1655-65). Tra i dipinti posti negli altari a edicola, notevoli le Stimmate di san Francesco (1597), opera intima ed equilibrata di Santi di Tito, e il San Bernardino in gloria (1663 circa) di Vincenzo Dandini.
Il convento conserva la quieta atmosfera di silenzioso raccoglimento che solo gli ambienti monastici comunicano. La zona settentrionale, la più antica, si articola intorno al chiostro rinascimentale, su robuste colonne ioniche; un secondo chiostro, seicentesco, fa parte dell'ampliamento del 1640-55, che riguardò anche il rifacimento della sobria facciata sul giardino, con due corpi laterali più alti aperti da grandi finestroni.
Dal belvedere sul fondo del giardino, a grandi aiuole bordate di bosso, si gode una splendida veduta della città.
Dal convento del Palco proviene l'Apparizione di Cristo alla Madonna di Filippino Lippi, oggi all'Alte Pinakothek di Monaco.
Durante la seconda guerra mondiale nella villa fu nascosto il tesoro della Sinagoga di Firenze.

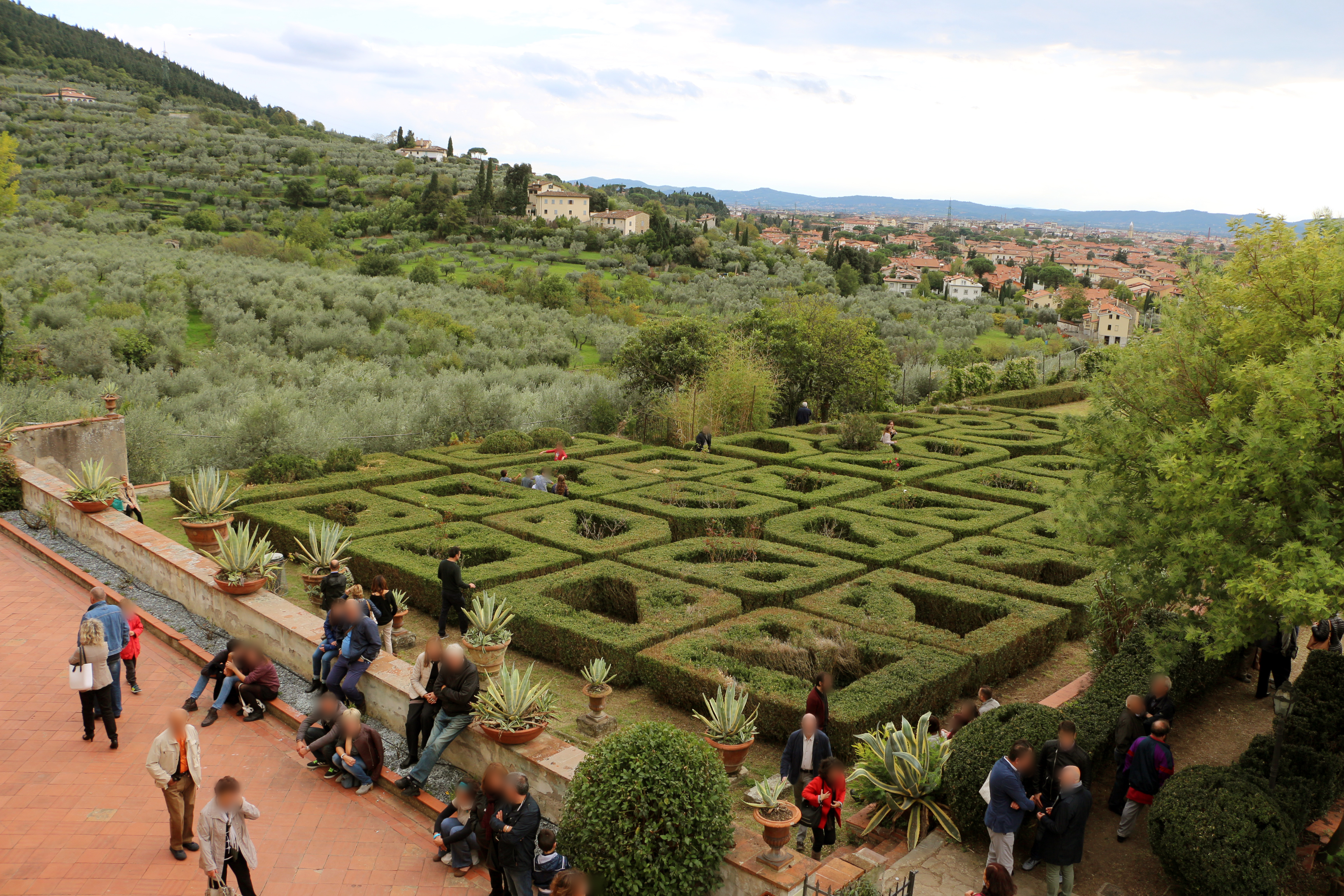
I giardini
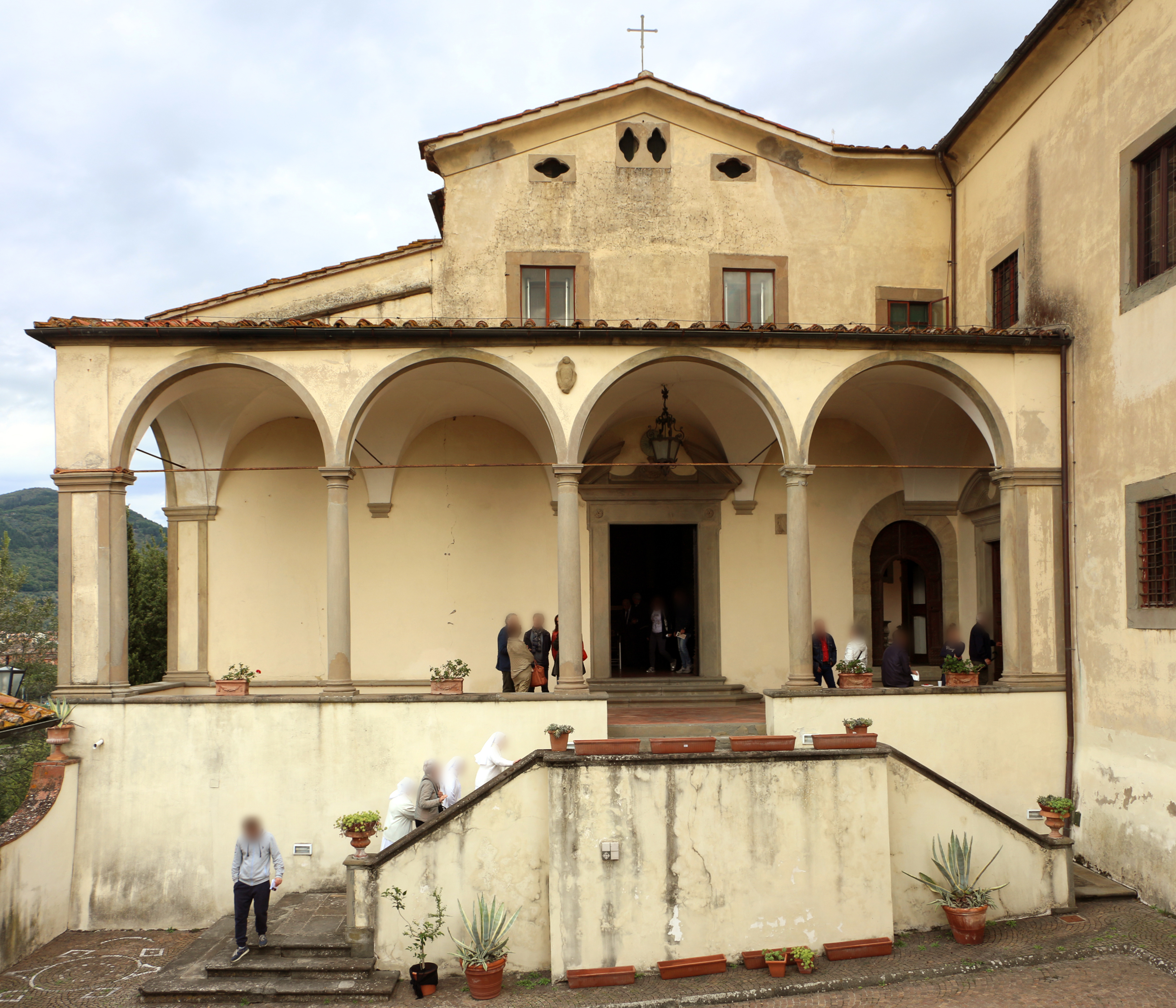
La chiesa di San Francesco
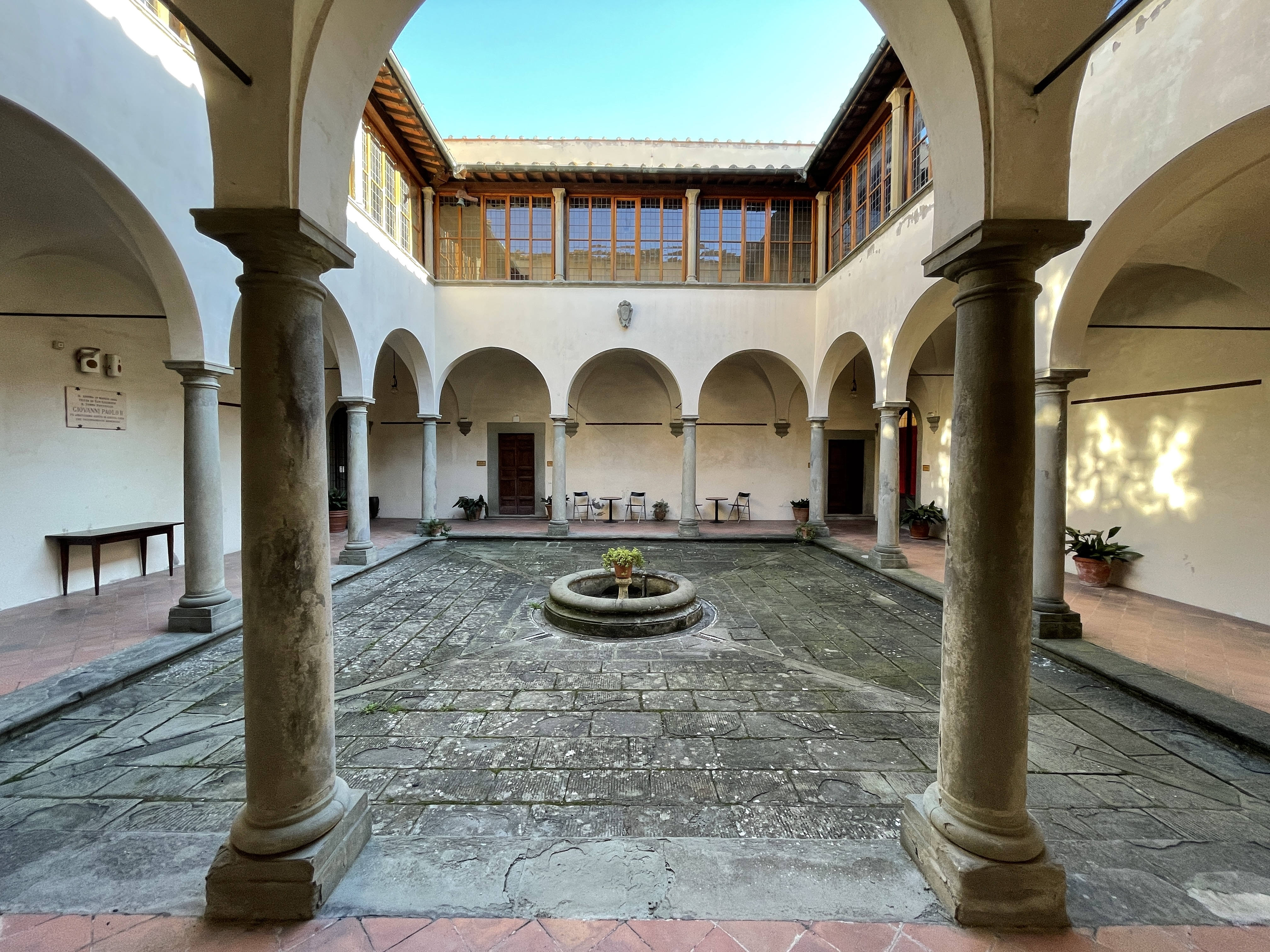
Secondo cortile della Villa del Palco
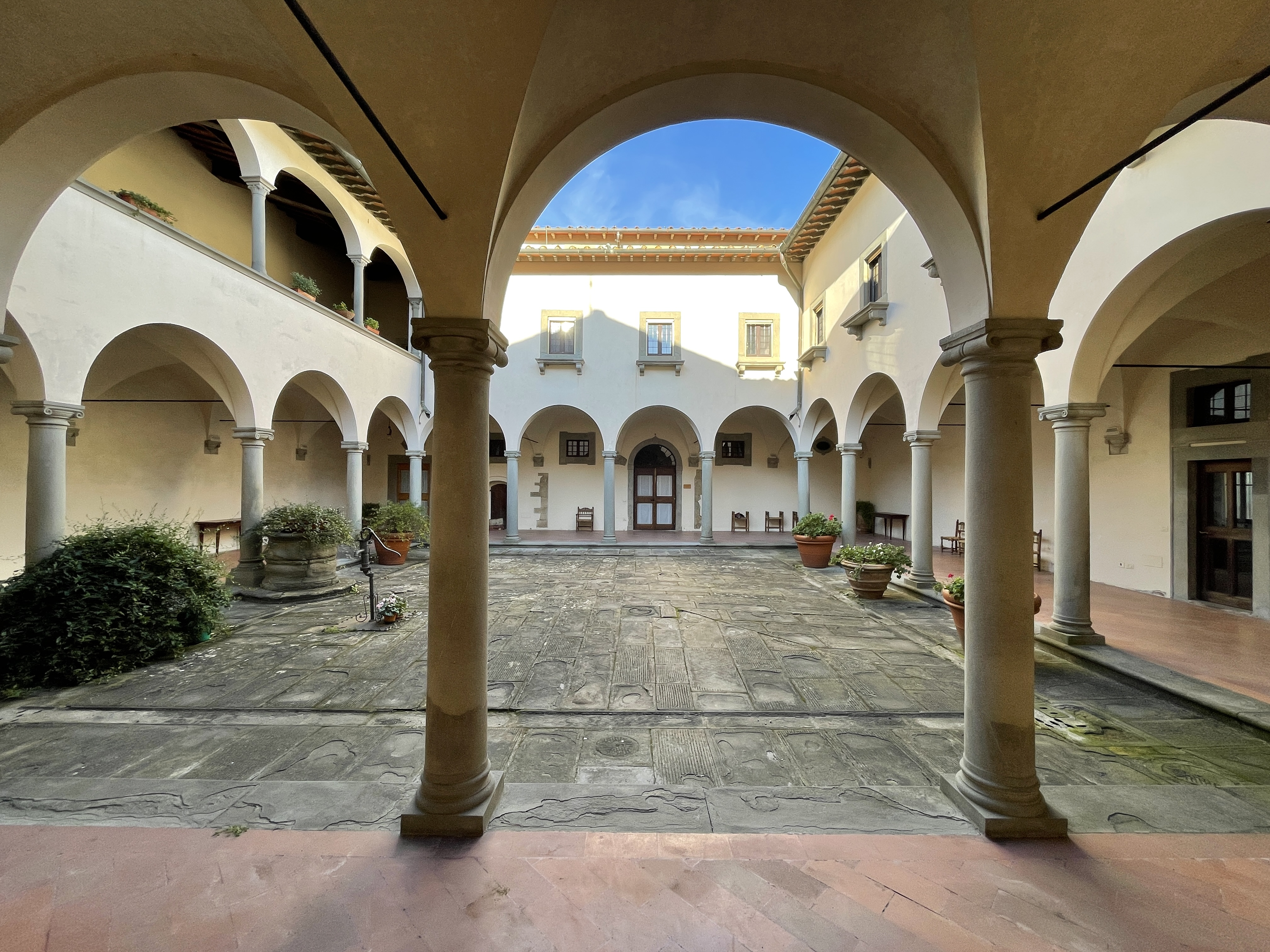
Primo cortile della Villa del Palco
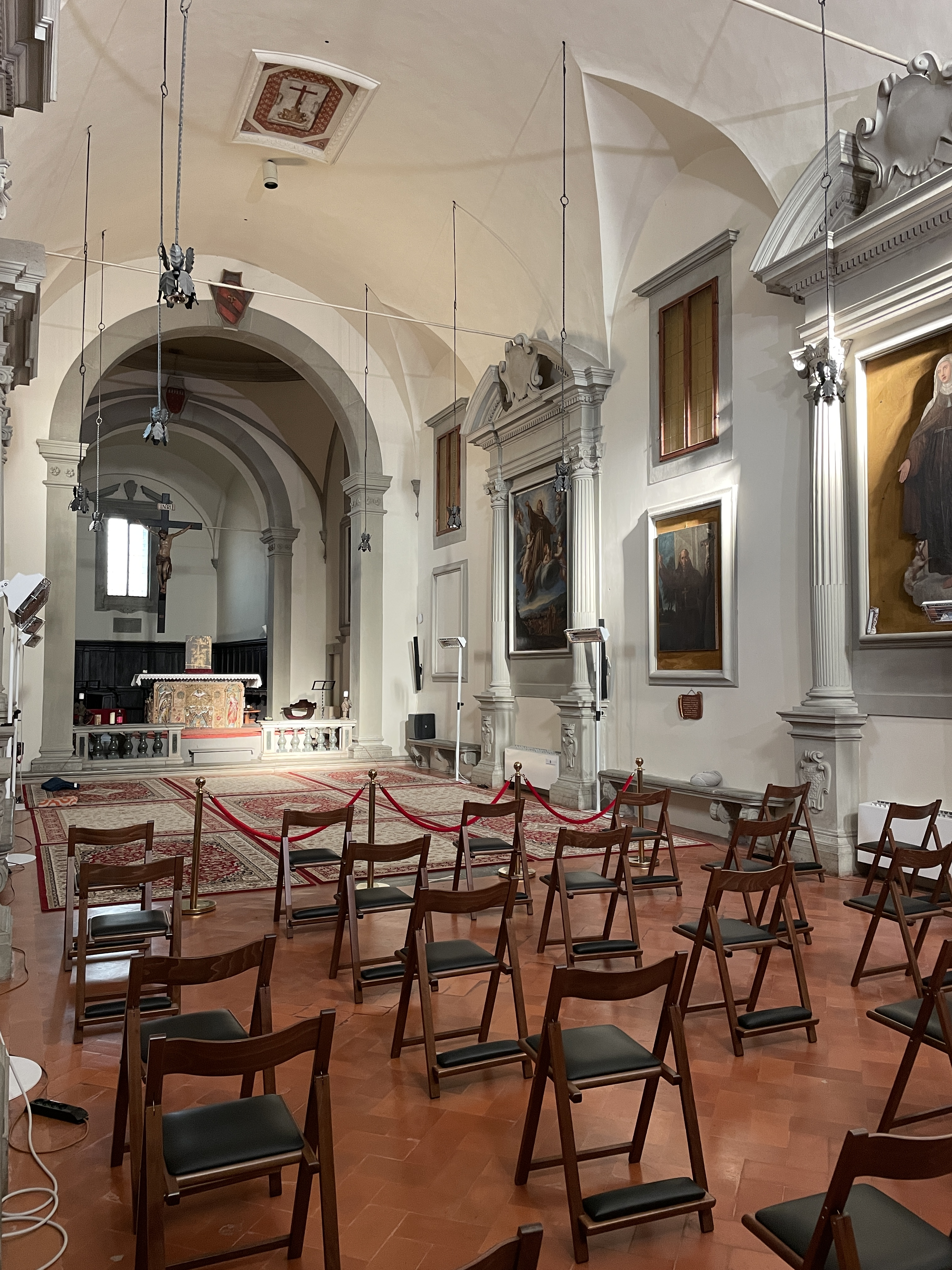
Chiesa di San Leonardo al Palco